# New York Dolls
I New York Dolls sono stati un gruppo rock statunitense formatosi a New York nel 1971.
Nonostante abbiano riscosso poco successo durante il periodo di attività (1971-1977), significarono moltissimo per generi successivi come il punk rock negli anni settanta e il glam metal/sleaze metal anni ottanta. Sono considerati i padri del glam rock e del proto-punk assieme agli Stooges e ai T. Rex. Influenza fondamentale nel sound della band è quella dei Rolling Stones più duri e del Rock and roll anni '50 (in special modo il Chuck Berry più ludico).

## Storia del gruppo

### Primo periodo 1971-1977

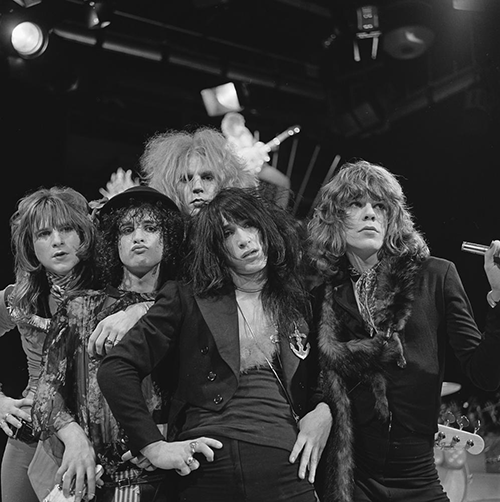
I New York Dolls nel 1973.

Sylvain Sylvain e Billy Murcia, compagni di scuola al liceo, nel 1967 suonavano insieme in una band chiamata "The Pox". Quando il frontman del gruppo se ne andò, Murcia e Sylvain aprirono un negozio di vestiti chiamato "Truth and Soul" e Sylvain prese anche a lavorare nella "A Different Drummer", una boutique di abiti maschili situata nei pressi di un negozio di riparazione bambole, il "New York Doll Hospital". Sylvain ha affermato che il nome del negozio ispirò il gruppo dei futuri New York Dolls. Nel 1970 Murcia e Sylvain riformarono un gruppo musicale reclutando Johnny Thunders per suonare il basso, anche se poi Sylvain finì per insegnargli a suonare la chitarra. Il primo nome della band fu "Dolls". Quando Sylvain lasciò il gruppo per trasferirsi qualche mese a Londra, Thunders e Murcia presero ognuno la propria strada.
Thunders venne contattato da Arthur Kane e Rick Rivets, che avevano suonato nei The Bronx. Dietro suggerimento di Thunders, Murcia sostituì il batterista originario. All'epoca Thunders suonava la chitarra solista e cantava in un gruppo chiamato "Actress". Quando Thunders decise di non voler essere il frontman della band, David Johansen si unì al gruppo che cambiò nome in "New York Dolls" ("le bambole di New York").
Il gruppo era composto dal cantante David Johansen, dai chitarristi Johnny Thunders e Rick Rivets (rimpiazzato da Sylvain Sylvain dopo qualche mese), dal bassista Arthur "Killer" Kane e dal batterista Billy Murcia. Inizialmente, la band copiava e accentuava il look e le sonorità "stradaiole" dei Rolling Stones, con Johansen a imitare e rendere ancora più sguaiate le pose oltraggiose di Mick Jagger. Successivamente si passò ad un vero e proprio look da travestiti depravati con parrucche, trucco pesante, zeppe, rossetti sbafati, piume di struzzo, ecc... La prima esibizione della formazione originale ebbe luogo la vigilia di Natale del 1971 in un ospizio per senzatetto chiamato Endicott Hotel, per proseguire nei club più equivoci di New York.
Le influenze musicali della band spaziavano dal vecchio rhythm and blues, i primi Rolling Stones, i gruppi pop femminili americani anni sessanta come Shangri-Las e Ronettes, per arrivare poi a gruppi protopunk come MC5 e The Stooges, ed anche glam rock come Marc Bolan. Sintetizzando tutte queste variegate influenze, la band riuscì nell'intento di crearsi un proprio stile personale che il critico Stephen Thomas Erlewine definì: "non suonare come nulla in precedenza. Hard rock con uno spirito consapevole, una celebrazione del camp e del kitsch che conserva un lato minaccioso e malevolo".

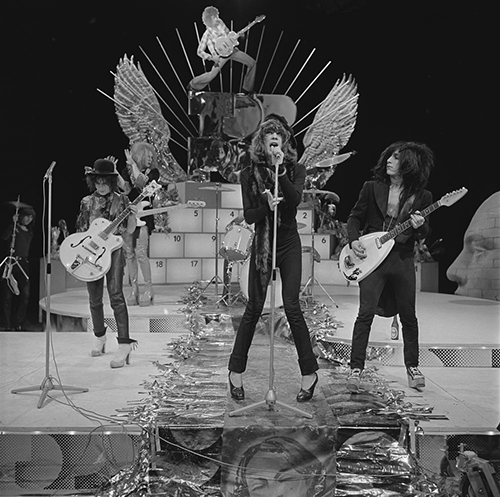
I New York Dolls nel 1973 a Top of the Pops

Dopo aver acquisito un manager (Marty Thau) e quando l'industria musicale stava iniziando a seguirli con interesse, la band subì un grave colpo quando, invitati da Rod Stewart ad aprire un suo concerto londinese, poco tempo dopo la fine dell'esibizione, Murcia morì annegato nella vasca da bagno, all'età di 21 anni, dopo aver perso conoscenza a causa di droga ed alcol.
Tornati a New York, i Dolls cercarono un nuovo batterista, provinando, tra gli altri, anche Marc Bell (che finì invece a suonare con Richard Hell e poi nei Ramones con il nome d'arte "Marky Ramone") e Jerry Nolan, un amico della band. Scelsero Nolan, e dopo aver firmato un contratto con la Mercury Records, iniziarono le sedute di registrazione per incidere il loro album di debutto.
New York Dolls fu prodotto dall'ex chitarrista dei Nazz Todd Rundgren. In una intervista alla rivista Creem, Rundgren raccontò che si occupò pochissimo delle registrazioni, poiché ognuno aveva la sua opinione su come effettuare il missaggio dei brani. Quando finalmente uscì, le vendite furono scarse, specialmente negli Stati Uniti (eccetto nella zona di New York).
Le reazioni del pubblico americano medio alla musica dei Dolls ed alla loro oltraggiosa immagine da Drag queen "tossiche" furono contrastanti. In un referendum indetto da Creem, il gruppo venne eletto sia come "miglior band" sia come "peggior band" del 1973. I New York Dolls andarono in tournée in Europa, e, anche qui non sollevarono grandi entusiasmi venendo considerati principalmente dei cloni dei Rolling Stones.
Per il successivo album, Too Much Too Soon, il quintetto assunse il produttore George "Shadow" Morton, le cui produzioni per le Shangri-Las ed altri gruppi femminili dei sessanta erano tra le cose preferite dai membri della band. La Mercury licenziò i Dolls poco tempo dopo la pubblicazione del secondo album a causa degli scarsi introiti ricavati dalla band. Nel 1975, minata all'interno da dissidi artistici, problemi di droga, di alcol, e conflitti personali vari, la band si sciolse. Durante l'ultima settimana insieme Malcolm McLaren subentrò al loro management. Egli cercò di rinnovare l'immagine dei Dolls facendo indossare loro dei vestiti di pelle fetish di colore rosso e di esibirsi sul palco con una bandiera comunista con falce e martello che campeggiava sullo sfondo. I Dolls fecero cinque concerti a New York con questo nuovo look ideato da McLaren, supportati dai Television. L'ultimo show del gruppo a New York si tenne al club "The Shoram", a Quogue. Da questi concerti è stato tratto il materiale per l'album live Red Patent Leather.

### Dissoluzione
Thunders e Nolan lasciarono il gruppo nel 1975, durante un tour in Florida. Blackie Lawless rimpiazzò Thunders per le date restanti del tour. Thunders e Nolan formarono gli Heartbreakers con il bassista Richard Hell, che aveva da poco abbandonato i Television. Il periodo immediatamente successivo è documentato nell'album Tokyo Dolls Live (Fan Club/New Rose), da uno show in Giappone dell'agosto 1975, nel quale Johansen, Sylvain e Jordan furono raggiunti dal tastierista Chris Robison e dal batterista Tony Machine.
Johansen, Sylvain e soci continuarono come New York Dolls per ancora qualche anno, poi nel 1977 il gruppo si sciolse definitivamente, e Johansen iniziò una carriera solista di successo assumendo il nome d'arte "Buster Poindexter", mentre Sylvain fondò i The Criminals.

### La reunion nel 2004 e la fine
Nonostante le morti dei tre membri originali della "corazzata dolls" (Thunders, Nolan, & Murcia), improvvisamente nel 2004 il gruppo si riunisce in occasione di un festival e riscontrano finalmente il successo. La riunione è stata voluta e spalleggiata da Morrissey, ex cantante dei The Smiths. Malauguratamente però anche un altro membro fondatore del gruppo muore poco tempo dopo la reunion, questa volta è Arthur "Killer" Kane a lasciare definitivamente la scena il 13 luglio 2004 a causa della leucemia. Da sottolineare che nelle file dei Dolls è entrato Sami Yaffa, ex bassista degli Hanoi Rocks, gruppo glam metal anglo-finlandese che li ha sempre citati come tra i massimi ispiratori. Il 13 gennaio 2021 muore Sylvain Sylvain, e infine il 28 febbraio 2025 muore David Johansen, segnando per sempre la fine della band, con la morte di tutti i componenti originali.  

## Lascito artistico
La band ha influenzato un ampio raggio di musicisti nel corso di più generazioni, inizialmente gruppi hard rock come Kiss ed Aerosmith, poi vari gruppi punk rock statunitensi e britannici, ed infine quasi tutta la scena "hair metal" della metà degli anni ottanta. I Dolls furono di ispirazione per i Sex Pistols, specialmente per il chitarrista Steve Jones, che in seguito si disse, riguardandosi sul palco nei vecchi filmati dei Pistols, imbarazzato da quanto copiasse lo stile di Johnny Thunders. Il manager dei Sex Pistols, Malcolm McLaren, lavorò con i New York Dolls verso il finire della loro carriera, anche se non ne fu mai ufficialmente il manager, contribuendo a diffonderne la fama in Gran Bretagna e successivamente inserendo molti elementi dei Dolls nella sua nuova "creatura" Sex Pistols.
I New York Dolls furono di primaria importanza per la scena rock di New York City, avendo accumulato negli anni un devoto seguito di fan. All'epoca dello scioglimento del gruppo, Ira Robbins scrisse che la band "aveva guidato la scena newyorkese che poi avrebbe generato gruppi come Ramones, Blondie, Television, Richard Hell & The Voidoids, Dead Boys, Talking Heads, ecc..."
Sia Morrissey che Michael Stipe dei R.E.M. sono entrambi grandi fan dei New York Dolls. Da ragazzo Morrissey era addirittura il presidente della sezione inglese del fan club dei Dolls, ha scritto un libro sul gruppo, e prodotto lo show del loro ritorno sulle scene.

## Formazione

### Ex componenti
- David Johansen - voce (1971-1977, 2004 - 2025)
- Jerry Nolan - batteria (1972-1975)
- Arthur Kane - basso (1971-1975, 2004)

- Johnny Thunders - chitarra (1971-1975)
- Sylvain Sylvain - chitarra (1971-1977, 2004-2021)
- Billy Murcia - batteria (1971-1972)
- Rick Rivets - chitarra (1971)
- Steve Conte - chitarra (2004 - 2025)
- Sam Yaffa - basso (2004 - 2025) (ex Hanoi Rocks, ex Jetboy)
- Brian Delaney - batteria (2004 - 2025)
- Brian Koonin - tastiere (2004 - 2025)

### Turnisti
- Blackie Lawless - chitarra (1975)

## Discografia

### Album in studio
- 1973 - New York Dolls
- 1974 - Too Much Too Soon
- 2006 - One Day It Will Please Us to Remember Even This
- 2009 - Cause I Sez So
- 2011 - Dancing Backward in High Heels

### Live
- 1984 - Red Patent Leather
- 1993 - Paris Le Trash
- 1998 - Live In Concert, Paris 1974
- 2002 - From Paris With Love (L.U.V.)
- 2004 - Morrissey Presents: The Return Of New York Dolls Live From Royal Festival Hall
- 2008 - Live At the Filmore East
- 2011 - If it's saturday it must be Paris

### Raccolte
- 1977 - New York Dolls/Too Much Too Soon
- 1977 - Very Best of New York Dolls
- 1985 - Night of the Living Dolls
- 1985 - The Best of the New York Dolls
- 1987 - New York Dolls + Too Much Too Soon
- 1990 - Super Best Collection
- 1994 - Rock'n Roll
- 1998 - Hootchie Kootchie Dolls
- 1999 - The Glam Rock Hits
- 1999 - The Glamorous Life Live
- 2000 - Actress: Birth of The New York Dolls
- 2000 - Endless Party
- 2000 - New York Tapes 72/73
- 2002 - Great Big Kiss (reissue of Seven Day Weekend and Red Patent Leather)
- 2003 - Looking For A Kiss
- 2003 - Manhattan Mayhem
- 2003 - 20th Century Masters - The Millennium Collection: The Best of New York Dolls
- 2004 - The Return of the New York Dolls - live from Royal Festival Hall 2004

### Singoli
- 1973 - Bad Girl / Subway Train
- 1973 - Jet Boy / Babylon / Who Are the Mystery Girls
- 1973 - Personality Crisis / Looking for a Kiss
- 1973 - Trash / Personality Crisis
- 1974 - Stranded in the Jungle / Don't Start Me Talkin'
- 1974 - (There's Gonna Be A) Showdown / Puss 'n' Boots